# Haliplus immaculatus
Haliplus immaculatus (лат.) — вид жуков-плавунчиков. Распространён в Северной и Центральной Европе, Европейской части России, Сибири и Магаданской области. Особи обитают на солоноватых лужах на морском побережье. Имаго данного вида от имаго других видов своего рада отличается следующими признаками: 1) тёмные линии надкрылий обычно широкие, хорошо развитые и почти непрерывные, достигают основания надкрылий, 2) две наружные линии спереди укорочены, 3) длина тела имаго 2,7—3,1 мм.